# Associazione Sportiva Volley Lube 2024-2025
Questa voce raccoglie le informazioni riguardanti l'Associazione Sportiva Volley Lube nelle competizioni ufficiali della stagione 2024-2025.

## Stagione
Nella stagione 2024-25 l'Associazione Sportiva Volley Lube assume la denominazione sponsorizzata di Cucine Lube Civitanova.
Partecipa per la trentesima volta alla Superlega: chiude la regular season di campionato al terzo posto in classifica, accedendo ai play-off scudetto, dove arriva alla serie finale, venendo sconfitta in quattro gare dalla Trentino.
A seguito del terzo posto in classifica al termine del girone di andata di campionato, si qualifica per la Coppa Italia: conquista per l'ottava volta la competizione battendo in finale il Verona.
A seguito della rinuncia dello Jastrzębski Węgiel, la Lube viene ripescata come miglior semifinalista della Champions League 2023-24 per partecipare al campionato mondiale per club; dopo aver chiuso il proprio girone al secondo posto in classifica, perde sia le semifinali, contro la Trentino, che la finale per il terzo posto, contro il Foolad Sirjan Iranian, chiudendo al quarto posto.
Grazie alla vittoria dei play-off 5º posto nella stagione precedente, partecipa alla Challenge Cup: dopo aver ottenuto esclusivamente vittorie in tutti i turni disputati, arriva in finale dove perde la gara di andata contro i polacchi del LKPS per 3-1 e vince quella di ritorno per 3-2, ma, a causa di un peggior quoziente set, non riesce a conquistare la coppa.

## Organigramma societario
Area direttiva
- Presidente: Simona Sileoni
- Presidente onorario: Fabio Giulianelli, Luciano Sileoni
- Vicepresidente: Albino Massaccesi
- Amministratore delegato: Albino Massaccesi
- Team manager: Matteo Carancini
- Segreteria generale: Sonia Emiliozzi
- Direttore generale: Giuseppe Cormio
- Responsabile logistica: Claudio Leonardi
- Court manager: Gianluca Bernacchia

Area tecnica
- Allenatore: Giampaolo Medei
- Allenatore in seconda: Romano Giannini
- Assistente allenatore: Enrico Massaccesi
- Responsabile settore giovanile: Giampiero Freddi

Area comunicazione
- Ufficio stampa e comunicazione: Michele Campagnoli
- Relazioni esterne: Marco Tentella
- Account: Chiara Ubaldi*
- Responsabile rapporti sponsor: Mirko Giardetti
- Social media manager: Daniele Risina
- Webmaster: Mirko Giardetti
- Grafica: Cristina Vincenzi

Area marketing
- Ufficio marketing: Paolo Prenna

Area sanitaria
- Medico: Mariano Avio, Danilo Compagnucci
- Preparatore atletico: Massimo Merazzi
- Fisioterapista: Marco Frontaloni, Tommaso Pagnanelli
- Nutrizionista: Alessandro Marinelli
- Consulente ortopedico: Massimo Balsano

## Rosa
| N° | Nome                  | Ruolo | Data di nascita  | Nazionalità sportiva |
| -- | --------------------- | ----- | ---------------- | -------------------- |
| 1  | Barthélémy Chinenyeze | C     | 28 febbraio 1998 | Francia              |
| 3  | Giovanni Gargiulo     | C     | 1º gennaio 1999  | Italia               |
| 4  | Eric Loeppky          | S     | 1º agosto 1998   | Canada               |
| 5  | Santiago Orduna       | P     | 31 agosto 1983   | Italia               |
| 6  | Francesco Bisotto     | L     | 20 maggio 2002   | Italia               |
| 7  | Fabio Balaso          | L     | 20 ottobre 1995  | Italia               |
| 8  | Mattia Boninfante     | P     | 24 giugno 2004   | Italia               |
| 9  | Poriya Khanzadeh      | S     | 1º luglio 2004   | Iran                 |
| 11 | Aleksandăr Nikolov    | S     | 30 novembre 2003 | Bulgaria             |
| 12 | Adis Lagumdžija       | O     | 29 marzo 1999    | Turchia              |
| 15 | Petar Đirlić          | O     | 27 maggio 1997   | Croazia              |
| 18 | Marko Podraščanin     | C     | 29 agosto 1987   | Italia               |
| 21 | Mattia Bottolo        | S     | 3 gennaio 2000   | Italia               |
| 24 | Davi Tenorio          | C     | 21 giugno 2005   | Spagna               |

## Mercato
| Acquisti | Acquisti          | Acquisti              | Acquisti   |
| R.       | Nome              | da                    | Modalità   |
| -------- | ----------------- | --------------------- | ---------- |
| P        | Mattia Boninfante | Modena                | definitivo |
| O        | Petar Đirlić      | Powervolley Milano    | definitivo |
| C        | Giovanni Gargiulo | Tourcoing             | definitivo |
| S        | Poriya Khanzadeh  | Foolad Sirjan Iranian | definitivo |
| S        | Eric Loeppky      | Milano                | definitivo |
| P        | Santiago Orduna   | Saturnia Acicastello  | definitivo |
| C        | Marko Podraščanin | Trentino              | definitivo |
| C        | Davi Tenorio      | Río Duero Soria       | definitivo |

| Cessioni | Cessioni          | Cessioni              | Cessioni   |
| R.       | Nome              | a                     | Modalità   |
| -------- | ----------------- | --------------------- | ---------- |
| C        | Simone Anzani     | Modena                | definitivo |
| P        | Luciano De Cecco  | Modena                | definitivo |
| C        | Enrico Diamantini | Cisterna              | definitivo |
| C        | Jacopo Larizza    | Powervolley Milano    | definitivo |
| S        | Matheus Motzo     | Virtus Aversa         | definitivo |
| P        | Jakob Thelle      | Plessis-Robinson      | definitivo |
| S        | Marlon Yant       | Zenit San Pietroburgo | definitivo |
| O        | Ivan Zaytsev      | Milano                | definitivo |

## Risultati

### Superlega

#### Girone di andata
| 1ª giornata - 28 settembre 2024 PalaCivitanova, Civitanova Marche | Lube               | 3 - 1 | Padova     | 25-22, 22-25, 26-24, 25-17        |
| 2ª giornata - 6 ottobre 2024 Palalido, Milano                     | Powervolley Milano | 3 - 0 | Lube       | 25-20, 25-18, 25-22               |
| 3ª giornata - 13 ottobre 2024 PalaCivitanova, Civitanova Marche   | Lube               | 3 - 0 | Milano     | 25-20, 25-22, 25-22               |
| 4ª giornata - 20 ottobre 2024 PalaOlimpia, Verona                 | Verona             | 3 - 1 | Lube       | 25-23, 17-25, 25-23, 25-14        |
| 5ª giornata - 27 ottobre 2024 PalaCivitanova, Civitanova Marche   | Lube               | 3 - 0 | Cisterna   | 25-14, 25-19, 25-19               |
| 6ª giornata - 3 novembre 2024 PalaEvangelisti, Perugia            | Sir Safety Perugia | 3 - 2 | Lube       | 21-25, 25-27, 25-18, 25-18, 15-12 |
| 7ª giornata - 10 novembre 2024 PalaCivitanova, Civitanova Marche  | Lube               | 3 - 0 | You Energy | 25-20, 25-20, 25-20               |
| 8ª giornata - 17 novembre 2024 PalaCivitanova, Civitanova Marche  | Lube               | 3 - 0 | Modena     | 25-11, 25-17, 25-20               |
| 9ª giornata - 24 novembre 2024 PalaMazzola, Taranto               | Prisma Taranto     | 3 - 2 | Lube       | 19-25, 21-25, 31-29, 25-20, 15-11 |
| 10ª giornata - 1º dicembre 2024 PalaCivitanova, Civitanova Marche | Lube               | 3 - 1 | Trentino   | 25-23, 18-25, 25-22, 25-23        |
| 11ª giornata - 27 novembre 2024 Palasport, Porto San Giorgio      | M&G                | 0 - 3 | Lube       | 23-25, 18-25, 21-25               |

#### Girone di ritorno
| 12ª giornata - 20 febbraio 2025 PalaSanLazzaro, Padova                    | Padova     | 3 - 2 | Lube               | 18-25, 25-20, 25-19, 23-25, 15-8  |
| 13ª giornata - 22 dicembre 2024 PalaCivitanova, Civitanova Marche         | Lube       | 3 - 0 | Powervolley Milano | 25-18, 25-20, 25-23               |
| 14ª giornata - 26 dicembre 2024 Arena di Monza, Monza                     | Milano     | 3 - 2 | Lube               | 25-13, 22-25, 17-25, 31-29, 15-12 |
| 15ª giornata - 5 gennaio 2025 PalaCivitanova, Civitanova Marche           | Lube       | 3 - 0 | Verona             | 27-25, 25-19, 25-14               |
| 16ª giornata - 12 gennaio 2025 Palazzetto dello Sport, Cisterna di Latina | Cisterna   | 0 - 3 | Lube               | 23-25, 20-25, 17-25               |
| 17ª giornata - 19 gennaio 2025 PalaCivitanova, Civitanova Marche          | Lube       | 3 - 1 | Sir Safety Perugia | 23-25, 29-27, 25-22, 25-16        |
| 18ª giornata - 2 febbraio 2025 PalaBanca, Piacenza                        | You Energy | 0 - 3 | Lube               | 20-25, 19-25, 23-25               |
| 19ª giornata - 9 febbraio 2025 PalaPanini, Modena                         | Modena     | 3 - 1 | Lube               | 25-20, 25-21, 22-25, 25-19        |
| 20ª giornata - 16 febbraio 2025 PalaCivitanova, Civitanova Marche         | Lube       | 3 - 1 | Prisma Taranto     | 17-25, 25-11, 26-24, 25-22        |
| 21ª giornata - 22 febbraio 2025 PalaTrento, Trento                        | Trentino   | 3 - 1 | Lube               | 25-14, 23-25, 25-23, 25-19        |
| 22ª giornata - 2 marzo 2025 PalaCivitanova, Civitanova Marche             | Lube       | 3 - 0 | M&G                | 25-16, 25-23, 25-19               |

#### Play-off scudetto
| Quarti di finale (gara 1) - 9 marzo 2025 PalaCivitanova, Civitanova Marche  | Lube               | 2 - 3 | Powervolley Milano | 29-27, 23-25, 25-18, 23-25, 15-17 |
| Quarti di finale (gara 2) - 16 marzo 2025 Palalido, Milano                  | Powervolley Milano | 0 - 3 | Lube               | 16-25, 16-25, 20-25               |
| Quarti di finale (gara 3) - 23 marzo 2025 PalaCivitanova, Civitanova Marche | Lube               | 3 - 1 | Powervolley Milano | 25-23, 25-22, 21-25, 25-19        |
| Quarti di finale (gara 4) - 26 marzo 2025 Palalido, Milano                  | Powervolley Milano | 1 - 3 | Lube               | 17-25, 25-17, 20-25, 22-25        |
| Semifinali (gara 1) - 5 aprile 2025 PalaEvangelisti, Perugia                | Sir Safety Perugia | 3 - 0 | Lube               | 25-22, 25-19, 25-22               |
| Semifinali (gara 2) - 12 aprile 2025 PalaCivitanova, Civitanova Marche      | Lube               | 2 - 3 | Sir Safety Perugia | 21-25, 25-18, 23-25, 25-21, 10-15 |
| Semifinali (gara 3) - 16 aprile 2025 PalaEvangelisti, Perugia               | Sir Safety Perugia | 2 - 3 | Lube               | 23-25, 25-20, 28-30, 25-22, 14-16 |
| Semifinali (gara 4) - 20 aprile 2025 PalaCivitanova, Civitanova Marche      | Lube               | 3 - 0 | Sir Safety Perugia | 25-23, 25-20, 25-21               |
| Semifinali (gara 4) - 24 aprile 2025 PalaEvangelisti, Perugia               | Sir Safety Perugia | 1 - 3 | Lube               | 29-27, 19-25, 17-25, 22-25        |
| Finale (gara 1) - 27 aprile 2025 PalaTrento, Trento                         | Trentino           | 3 - 0 | Lube               | 25-20, 25-23, 25-21               |
| Finale (gara 2) - 1º maggio 2025 PalaCivitanova, Civitanova Marche          | Lube               | 3 - 0 | Trentino           | 25-21, 25-21, 25-22               |
| Finale (gara 3) - 4 maggio 2025 PalaTrento, Trento                          | Trentino           | 3 - 0 | Lube               | 25-22, 25-18, 25-18               |
| Finale (gara 4) - 7 maggio 2025 PalaCivitanova, Civitanova Marche           | Lube               | 2 - 3 | Trentino           | 25-21, 26-28, 17-25, 25-20, 9-15  |

### Coppa Italia
| Quarti di finale - 29 dicembre 2024 PalaCivitanova, Civitanova Marche | Lube     | 3 - 2 | Powervolley Milano | 25-17, 20-25, 25-16, 21-25, 15-11 |
| Semifinali - 25 gennaio 2025 Unipol Arena, Casalecchio di Reno        | Trentino | 2 - 3 | Lube               | 26-24, 24-26, 14-25, 25-22, 13-15 |
| Finale - 26 gennaio 2025 Unipol Arena, Casalecchio di Reno            | Lube     | 3 - 2 | Verona             | 26-24, 25-15, 23-25, 21-25, 15-10 |

### Campionato mondiale per club

#### Fase a gironi
| 1ª giornata - 10 dicembre 2024 Arena Sabiazinho, Uberlândia | Foolad Sirjan Iranian | 3 - 2 | Lube    | 25-21, 14-25, 24-26, 25-23, 16-14 |
| 2ª giornata - 11 dicembre 2024 Arena Sabiazinho, Uberlândia | ABCD                  | 0 - 3 | Lube    | 18-25, 19-25, 26-28               |
| 3ª giornata - 13 dicembre 2024 Arena Sabiazinho, Uberlândia | Lube                  | 3 - 1 | Al-Ahly | 25-21, 24-26, 25-16, 25-17        |

#### Fase a eliminazione diretta
| Semifinali - 14 dicembre 2024 Arena Sabiazinho, Uberlândia      | Trentino              | 3 - 0 | Lube | 25-20, 28-26, 25-19               |
| Finale 3º posto - 15 dicembre 2024 Arena Sabiazinho, Uberlândia | Foolad Sirjan Iranian | 3 - 2 | Lube | 23-25, 25-23, 21-25, 26-24, 19-17 |

### Challenge Cup
| Sedicesimi di finale (andata) - 14 novembre 2024 Hala míčových sportu, Karlovy Vary | Karlovarsko | 0 - 3 | Lube        | 16-25, 18-25, 14-25              |
| Sedicesimi di finale (ritorno) - 20 novembre 2024 PalaCivitanova, Civitanova Marche | Lube        | 3 - 0 | Karlovarsko | 25-19, 25-9, 25-17               |
| Ottavi di finale (andata) - 4 dicembre 2024 Osnovna škola Karađorđe, Topola         | Karađorđe   | 0 - 3 | Lube        | 18-25, 20-25, 16-25              |
| Ottavi di finale (ritorno) - 19 dicembre 2024 PalaCivitanova, Civitanova Marche     | Lube        | 3 - 1 | Karađorđe   | 25-22, 25-18, 21-25, 25-9        |
| Quarti di finale (andata) - 15 gennaio 2025 MartiniPlaza, Groninga                  | Lycurgus    | 1 - 3 | Lube        | 21-25, 25-23, 18-25, 27-29       |
| Quarti di finale (ritorno) - 29 gennaio 2025 PalaCivitanova, Civitanova Marche<     | Lube        | 3 - 0 | Lycurgus    | 25-16, 25-13, 25-14              |
| Semifinali (andata) - 13 febbraio 2025 PalaCivitanova, Civitanova Marche            | Lube        | 3 - 0 | Spor Toto   | 25-21, 25-17, 25-21              |
| Semifinali (ritorno) - 25 febbraio 2025 Başkent Voleybol Salonu, Ankara             | Spor Toto   | 0 - 3 | Lube        | 19-25, 17-25, 16-25              |
| Finale (andata) - 12 marzo 2025 Hala Globus, Lublino                                | LKPS        | 3 - 1 | Lube        | 25-20, 22-25, 25-18, 26-24       |
| Finale (ritorno) - 19 marzo 2025 PalaCivitanova, Civitanova Marche                  | Lube        | 3 - 2 | LKPS        | 27-25, 25-21, 36-38, 20-25, 15-7 |

## Statistiche

### Statistiche di squadra
| Competizione                 | Punti | In casa | In casa | In casa | In trasferta | In trasferta | In trasferta | Totale | Totale | Totale |
| Competizione                 | Punti | G       | V       | P       | G            | V            | P            | G      | V      | P      |
| ---------------------------- | ----- | ------- | ------- | ------- | ------------ | ------------ | ------------ | ------ | ------ | ------ |
| Superlega                    | 46    | 17      | 14      | 3       | 18           | 7            | 11           | 35     | 21     | 14     |
| Coppa Italia                 | -     | 1       | 1       | 0       | 0            | 0            | 0            | 3      | 3      | 0      |
| Campionato mondiale per club | 7     | -       | -       | -       | -            | -            | -            | 5      | 3      | 2      |
| Challenge Cup                | -     | 5       | 5       | 0       | 5            | 4            | 1            | 10     | 9      | 1      |
| Totale                       | -     | 23      | 20      | 3       | 23           | 11           | 12           | 53     | 36     | 17     |

G = partite giocate; V = partite vinte; P = partite perse

### Statistiche dei giocatori
| Giocatore      | Superlega | Superlega | Superlega | Superlega | Superlega | Coppa Italia | Coppa Italia | Coppa Italia | Coppa Italia | Coppa Italia | Campionato mondiale per club | Campionato mondiale per club | Campionato mondiale per club | Campionato mondiale per club | Campionato mondiale per club | Challenge Cup | Challenge Cup | Challenge Cup | Challenge Cup | Challenge Cup | Totale | Totale | Totale | Totale | Totale |
| Giocatore      | P         | PT        | AV        | MV        | BV        | P            | PT           | AV           | MV           | BV           | P                            | PT                           | AV                           | MV                           | BV                           | P             | PT            | AV            | MV            | BV            | P      | PT     | AV     | MV     | BV     |
| -------------- | --------- | --------- | --------- | --------- | --------- | ------------ | ------------ | ------------ | ------------ | ------------ | ---------------------------- | ---------------------------- | ---------------------------- | ---------------------------- | ---------------------------- | ------------- | ------------- | ------------- | ------------- | ------------- | ------ | ------ | ------ | ------ | ------ |
| F. Balaso      | 31        | 0         | 0         | 0         | 0         | 3            | 0            | 0            | 0            | 0            | 5                            | 0                            | 0                            | 0                            | 0                            | 10            | 0             | 0             | 0             | 0             | 49     | 0      | 0      | 0      | 0      |
| F. Bisotto     | 16        | 0         | 0         | 0         | 0         | 0            | 0            | 0            | 0            | 0            | 1                            | 0                            | 0                            | 0                            | 0                            | 7             | 0             | 0             | 0             | 0             | 24     | 0      | 0      | 0      | 0      |
| M. Boninfante  | 35        | 103       | 37        | 39        | 27        | 3            | 10           | 1            | 3            | 6            | 5                            | 14                           | 7                            | 7                            | 0                            | 10            | 25            | 7             | 10            | 8             | 53     | 152    | 52     | 59     | 41     |
| M. Bottolo     | 35        | 418       | 323       | 44        | 51        | 1            | 47           | 41           | 3            | 3            | 5                            | 51                           | 43                           | 6                            | 2                            | 8             | 74            | 55            | 7             | 12            | 49     | 590    | 462    | 60     | 68     |
| B. Chinenyeze  | 33        | 232       | 168       | 52        | 12        | 3            | 27           | 16           | 11           | 0            | 5                            | 54                           | 41                           | 10                           | 3                            | 6             | 42            | 33            | 7             | 2             | 47     | 355    | 258    | 80     | 17     |
| P. Đirlić      | 28        | 85        | 76        | 8         | 1         | 3            | 5            | 3            | 2            | 0            | 5                            | 22                           | 21                           | 1                            | 0                            | 8             | 54            | 46            | 6             | 2             | 44     | 166    | 146    | 17     | 3      |
| G. Gargiulo    | 33        | 153       | 108       | 33        | 12        | 3            | 20           | 16           | 3            | 1            | 5                            | 23                           | 19                           | 4                            | 0                            | 10            | 46            | 31            | 9             | 6             | 51     | 242    | 174    | 49     | 19     |
| P. Khanzadeh   | 35        | 42        | 16        | 3         | 23        | 3            | 4            | 0            | 0            | 4            | 5                            | 10                           | 7                            | 1                            | 2                            | 9             | 47            | 30            | 3             | 14            | 52     | 103    | 53     | 7      | 43     |
| A. Lagumdžija  | 34        | 437       | 346       | 38        | 53        | 3            | 40           | 28           | 6            | 6            | 5                            | 64                           | 54                           | 3                            | 7                            | 10            | 96            | 73            | 9             | 14            | 52     | 637    | 501    | 56     | 80     |
| E. Loeppky     | 30        | 191       | 157       | 20        | 14        | 3            | 46           | 45           | 1            | 0            | 4                            | 11                           | 10                           | 1                            | 0                            | 9             | 98            | 76            | 6             | 16            | 46     | 346    | 288    | 28     | 30     |
| A. Nikolov     | 30        | 333       | 283       | 27        | 23        | 3            | 28           | 24           | 0            | 4            | 5                            | 65                           | 56                           | 4                            | 5                            | 8             | 91            | 73            | 10            | 8             | 46     | 517    | 436    | 41     | 40     |
| S. Orduna      | 24        | 0         | 0         | 0         | 0         | 3            | 1            | 1            | 0            | 0            | 5                            | 2                            | 0                            | 1                            | 1                            | 9             | 1             | 1             | 0             | 0             | 42     | 4      | 2      | 1      | 1      |
| M. Podraščanin | 25        | 122       | 72        | 42        | 8         | 3            | 5            | 5            | 0            | 0            | 3                            | 14                           | 9                            | 5                            | 0                            | 6             | 39            | 24            | 14            | 1             | 37     | 180    | 110    | 61     | 9      |
| D. Tenorio     | 5         | 8         | 6         | 2         | 0         | 0            | 0            | 0            | 0            | 0            | 1                            | 1                            | 1                            | 0                            | 0                            | 7             | 29            | 13            | 10            | 6             | 13     | 38     | 20     | 12     | 6      |

P = presenze; PT = punti totali; AV = attacchi vincenti; MV = muri vincenti; BV = battute vincenti